# Ride (film)
Pour plus de détails, voir Fiche technique et Distribution.
Ride, Le Grand Saut au Québec, est un film américain coproduit, écrit, réalisé et interprété par Helen Hunt, sorti en 2015.

## Synopsis
Une femme quitte New York pour Los Angeles avec son fils, qui quitte l'école pour devenir un surfeur.

## Fiche technique
- Titre original : Ride
- Titre québécois : Le Grand Saut
- Réalisation : Helen Hunt
- Scénario : Helen Hunt
- Direction artistique : Tracey Gallacher
- Décors :
- Costumes : Karyn Wagner
- Photographie : Jas Shelton
- Son :
- Montage : William Yeh
- Musique : Julian Wass
- Production : Moon Blauner, Lizzie Friedman, Helen Hunt, Karen Lauder et Greg Little
- Sociétés de production : Sandbar Pictures
- Distribution :  Screen Media Films[1]
- Budget :
- Pays d’origine :  États-Unis
- Langue : Anglais
- Format : Couleur
- Genre : Comédie
- Durée : 93 minutes
- Dates de sortie :
- États-Unis : 8 novembre 2014

## Distribution
- Brenton Thwaites : Angelo
- Helen Hunt : Jackie
- Robert Knepper : Peter
- Luke Wilson : Ian
- Leonor Varela : Danielle
- Callum Keith Rennie : Tim
- David Zayas : Ramon, le chauffeur
- Mike White
- Richard Kind